# UNICOS
UNICOS — назва декількох варіантів операційної системи Unix, створених компанією Cray для своїх суперкомп'ютерів. UNICOS є наступною операційною системою компанії після Cray Operating System (COS). Вона забезпечувала роботу мережевих кластерів і сумісність на рівні програмного коду з деякими іншими різновидами Unix. Unicos вперше була представлена в 1985 році, яко операційна система суперкомп'ютера Cray-2, а пізніше була перенесена і на інші моделі Cray. Спочатку основу Unicos становила System V.2 з численними додатками можливостей BSD (приміром, розширені мережеві функції і поліпшення файлової системи).

## Історія
Спочатку система, відома зараз як Unicos, носила назву CX-OS. Це була експериментальна система, яка працювала на Cray X-MP в 1984. Вона використовувалася для демонстрації застосування Unix на суперкомп'ютерах, перш за все на доступному апаратному забезпеченні компанії Cray. Як перехідний етап для користувачів COS, які виявили бажання перейти на Unicos, в COS була введена функція сумісності з гостьовою операційною системою (Guest OS). При цьому єдиною підтримуваною гостьовою[джерело?] операційною системою була Unicos. Пакетне завдання COS запускало Unicos, яка працювала як підсистема всередині COS, використовуючи підмножину ЦП, пам'яті і периферійних пристроїв.